# Samuel Zachary Orgel

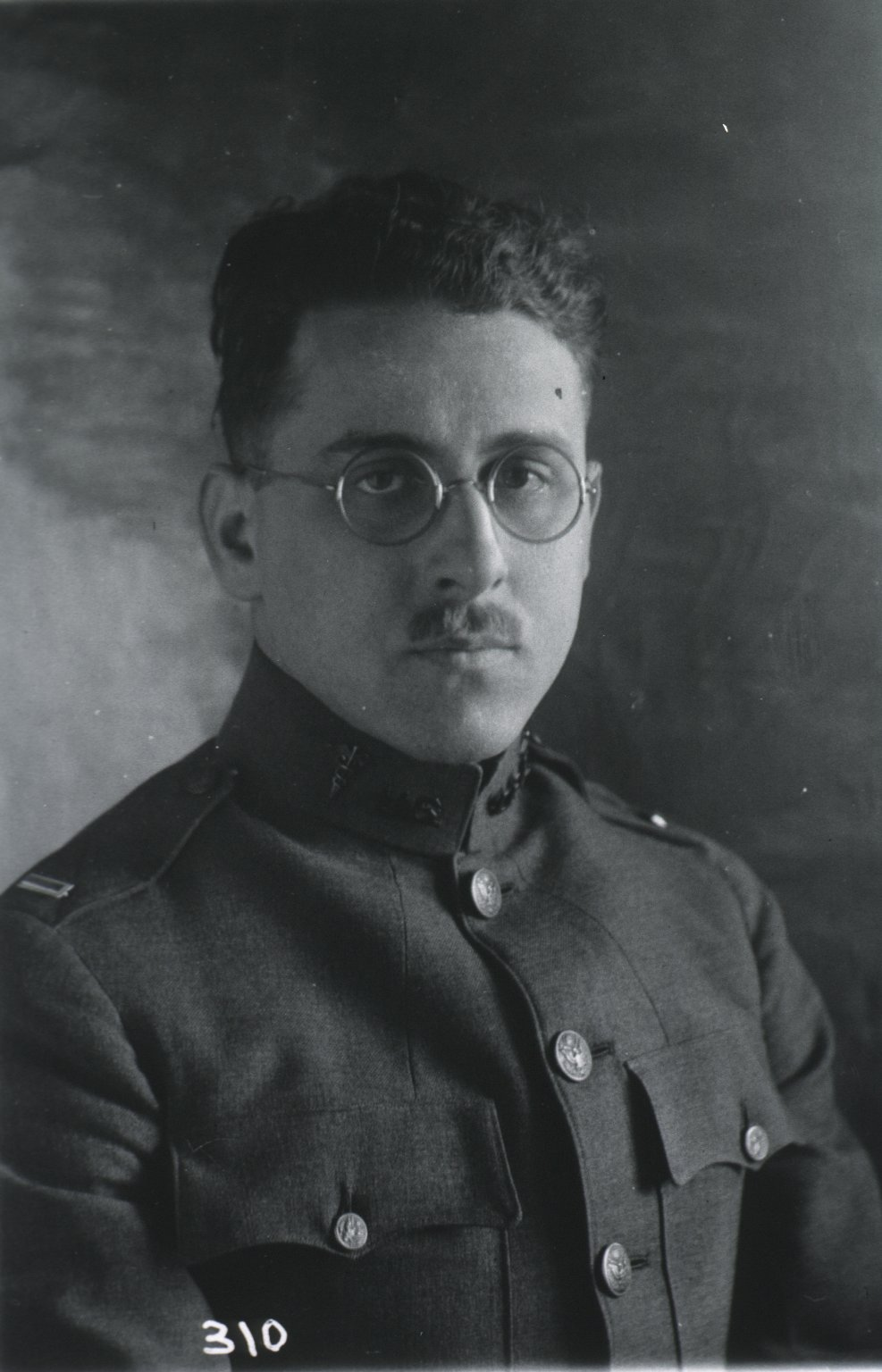
Samuel Zachary Orgel w mundurze kapitana Medical Corps (1918)

Samuel Zachary Orgel (ur. 25 czerwca 1892 w Nowym Jorku, zm. 14 września 1982 tamże) – amerykański lekarz pediatra i psychoanalityk.

## Życiorys
Syn Simona i Pearl, z domu Bilder. Ukończył studia medyczne na New York University. Praktykował w Nowym Jorku, początkowo związany ze szpitalami Mount Sinai i Lebanon. Później zainteresował się psychiatrią i psychoanalizą. Konsultował pacjentów m.in. w Hillside Hospital Glen Oaks.
Należał do American Psychosomatic Society. Autor szeregu prac na temat chorób psychosomatycznych.

## Wybrane prace
- Effect of Psychoanalysis on the Course of Peptic Ulcer. Psychosomatic Medicine 20, ss. 117-123, 1958
- A METHOD FOR THE EARLY DIAGNOSIS OF PERTUSSIS. J Am Med Assoc. 79(18), ss. 1508-1509, 1922
- Psychiatry today and tomorrow. International universities press, 1946 514 ss.
- Identification as a socializing and therapeutic force (1941)